# Jordanita vartianae
Jordanita vartianae là một loài bướm đêm thuộc họ Zygaenidae. Đây là loài đặc hữu của miền nam và trung Tây Ban Nha.
Chiều dài cánh trước khoảng 13,7-14,7 mm đối với con đực và 9-9,5 mm đối với con cái.